# Gerhard
Gerhard (též Gerald či Gerard) je mužské křestní jméno germánského původu. Vzniklo spojením slov geri (kopí) a hard (tvrdý, silný, statečný), vykládá se tedy jako silný kopiník. Podle českého kalendáře slaví svátek dne 23. dubna, společně se jménem Vojtěch.
Svatý Gerhard Sagredo byl světec pocházející z Benátek, který zemřel mučednickou smrtí během povstání v Uhersku v roce 1046.
Ženská podoba tohoto jména je Gerharda, k roku 2016 žila v Česku jedna nositelka tohoto jména.

## Počet nositelů a popularita
K roku 2014 žilo na světě přibližně 960 tisíc nositelů jména Gerhard (nejvíce z nich v Německu, kde jde o 16. nejčastější jméno, a v Rakousku, kde je na 10. místě) Varianta Gerard s asi 809 tisíci nositeli je nejpočetnější ve Francii, kde jde o 83. nejčastější jméno. Variantu Gerald má 1 milion 138 tisíc nositelů, z toho nejvíce ve Spojených státech amerických, kde jde o 132. nejčastější jméno.
V Česku jméno nikdy nepatřilo mezi příliš populární jména, vyskytovalo se zejména v Sudetech. Nyní je nejčetnější v Moravskoslezském kraji, kde žije 42,5 % českých nositelů, a v Ústeckém a Karlovarském kraji. K roku 2016 žilo v Česku 739 nositelů jména Gerhard, z nichž se nejvíce (69) narodilo v roce 1940. Od roku 1970 se nikdy nenarodili více než čtyři nositelé za rok. I přesto, že se narodili v roce 2016 dva nositelé jména Gerhard, nejde v současnosti o běžné ani populární jméno pro novorozence.

## Domácké podoby
Mezi domácké podoby jména Gerhard patří Gerek, Gerhardek apod.

## Významné osobnosti
- Gerhard Armauer Hansen – norský lékař a zoolog
- Gerhard Auer – německý veslař
- Gerhard Berger – rakouský pilot Formule 1
- Gerhard Domagk – německý lékař
- Gerhard Ertl – německý fyzik
- Gerhard Fieseler – německý pilot
- Gerhard Hanappi – rakouský fotbalista
- Gerhard Herzberg – kanadský fyzik německého původu
- Gerhard Himmel – německý zápasník
- Gerhard Körner – německý fotbalista
- Gerhard z Kunštátu – moravský šlechtic
- Gerhard Marcks – německý sochař
- Gerhard Mercator – vlámský kartograf a matematik německého původu
- Gerhard Ludwig Müller – německý římskokatolický kněz
- Gerhard Oestreich – německý historik
- Gerhard z Questenberka – německý šlechtic
- Gerhard Richter – německý malíř
- Gerhard Schaffran – německý biskup
- Gerhard Schröder – německý politik, kancléř v letech 1998 – 2005
- Gerhard Stöck – německý atlet
- Gerhard Thiele – německý astronaut
- Gerhard Tschunko – český horolezec a publicista
- Gerhard Vormwald – německý fotograf
- Gerhard Wagner – rakouský římskokatolický kněz
- Gerhard Wahrig – německý jazykovědec a lexikograf